# 孔祥喜
孔祥喜（1962年—），安徽六安人，汉族，中华人民共和国政治人物、全国人民代表大会安徽地区代表。
毕业于中国科技大学行政管理专业，加入中国共产党。曾任淮南矿业集团公司副董事长。2008年起担任全国人大代表。2013年，被选为全国人大代表，任期5年。